# Periodização desportiva
Periodização é o planejamento sistemático do treinamento atlético ou físico. O objetivo é alcançar o melhor desempenho possível na competição mais importante do ano. Envolve um planejamento progressivo de vários aspectos de um programa de treinamento durante um período específico. Os programas de condicionamento podem usar a periodização para dividir o programa de treinamento nos períodos de férias, pré-temporada, temporada e pós-temporada. A periodização divide o programa de condições durante o ano em fases de treinamento que se concentram em diferentes objetivos.

## História
As raízes da periodização vêm do modelo de Hans Selye, conhecida como síndrome de adaptação geral (GAS). O GAS descreve três estágios básicos de resposta ao estresse: (a) o estágio Alarme, envolvendo o choque inicial do estímulo no sistema; (b) o estágio Resistência, envolvendo a adaptação ao estímulo pelo sistema; e (c) o estágio Exaustão, em que os reparos são inadequados e resultam em uma diminuição na função do sistema. A base do treinamento periódico é manter o corpo no estágio de resistência sem nunca entrar no estágio de exaustão. Ao aderir ao treinamento cíclico, o corpo recebe tempo suficiente para se recuperar de um estresse significativo antes que um treinamento adicional seja realizado. A resposta a um novo estresse é primeiro responder mal e a resposta cair. Por exemplo, quando o corpo é exposto pela primeira vez ao sol, uma queimadura pode se desenvolver. Durante o estágio de resistência, a adaptação melhora a resposta a um nível mais alto, chamado supercompensação, do que o equilíbrio anterior. O exemplo seria o desenvolvimento de um bronzeado. O estágio de exaustão é uma continuação do estímulo em um nível muito alto, e o aumento obtido com a adaptação agora é compensado e todos os ganhos são perdidos. Um exemplo seria o aparecimento de rugas, manchas ou até câncer de pele. O objetivo da periodização esportiva é reduzir o estresse no ponto em que o estágio de resistência termina, para que o corpo tenha tempo de se recuperar. Dessa forma, o estágio de exaustão não reduz os ganhos alcançados, e o corpo pode se recuperar e permanecer acima do ponto de equilíbrio original. O próximo ciclo de aumento de estímulo agora melhora ainda mais a resposta e o ponto de equilíbrio continua a aumentar após cada ciclo.
O fisiologista russo Leo Matveyev e o cientista esportivo romeno Tudor Bompa expandiram e organizaram ainda mais o modelo de periodização. Matveyev foi considerado o pai da periodização moderna. Ele analisou os resultados dos atletas soviéticos dos Jogos Olímpicos de Verão de 1952 e 1956 e comparou atletas bem-sucedidos e mal-sucedidos e seus horários de treinamento. A partir desses planos de treinamento, foram desenvolvidos cronogramas periódicos para as Olimpíadas de 1960. Com o sucesso dos atletas soviéticos, os planos de Matveyev foram espalhados por todo o bloco oriental em suas reuniões anuais de coordenação. A partir daí, também se espalhou para a Romênia, onde Tudor Bompa desenvolveu ainda mais o sistema. Em 1968, foi usado pela primeira vez na RDA e em 1972 na Alemanha Ocidental. Após a queda da União Soviética, a periodização começou a se modificar. Enquanto Matveyev seguiu Pavlov     e assumiu que todos deveriam usar a mesma periodização, foram introduzidos sistemas individualizados, usando mais e mais dados biológicos.
Os sistemas de treinamento periódicos normalmente dividem o tempo em três tipos de ciclos: microciclo, mesociclo e macrociclo. O microciclo é geralmente de até 7 dias. O mesociclo pode variar de 2 semanas a alguns meses, mas normalmente é de um mês. Um macrociclo refere-se ao período geral de treinamento, geralmente representando um ano ou dois. Também existem ciclos mais longos para os atletas olímpicos, com 4 ou 8 anos, e o plano de carreira, que geralmente é considerado apenas para atletas olímpicos e profissionais.

## Teoria do planejamento desportivo
O treinamento deve ser organizado e planejado antes de uma competição ou desempenho. Deve considerar o potencial do atleta, seu desempenho em testes ou competições e o calendário da competição. Ele deve ser simples, sugestivo e, acima de tudo, flexível, pois seu conteúdo pode ser modificado para atender à taxa de progresso dos atletas.

### O macrociclo
Um macrociclo é um plano anual que trabalha para atingir o pico da meta da competição do ano. Existem três fases no macrociclo: preparação, competitividade e transição.
Toda a fase de preparação deve ser de cerca de 2/3 a 3/4 do macrociclo. A fase de preparação é dividida em preparação geral e específica, cuja preparação geral ocupa mais da metade. Um exemplo de preparação geral seria a construção de uma base aeróbica para um atleta de resistência, como correr em uma esteira e aprender todas as regras ou regulamentos que seriam necessários, como um movimento de natação adequado para não ser desqualificado. Um exemplo de preparação específica seria trabalhar na forma correta para ser mais eficiente e trabalhar mais no formato final do esporte, que é passar da esteira para a calçada.
A fase competitiva pode ser de várias competições, mas conduzem à competição principal com testes específicos. Os testes podem incluir qualquer um dos seguintes itens: nível de desempenho, sapatos ou equipamentos novos, uma nova tática de corrida pode ser empregada, refeições pré-corrida, ou maneiras de reduzir a ansiedade antes da corrida. Quando as pré-competições são de prioridade mais alta, há um estágio definido, enquanto a prioridade mais baixa pode simplesmente ser integrada como treinamento. A fase competitiva termina com a competição.
A fase de transição é importante por razões psicológicas; um ano de treinamento significa que as férias estão em ordem.

### O mesociclo
Um mesociclo representa uma fase do treinamento com duração entre 2 a 6 semanas ou microciclos, mas isso pode depender da modalidade esportiva. Um mesociclo também pode ser definido como um número de semanas contínuas em que o programa de treinamento enfatiza o mesmo tipo de adaptações físicas, por exemplo, massa muscular e capacidade anaeróbica. Durante a fase preparatória, um mesociclo geralmente consiste em 4 a 6 microciclos, enquanto na fase competitiva geralmente consiste em 2 a 4 microciclos, dependendo do calendário da competição.
O objetivo do plano é ajustar os mesociclos ao cronograma geral do plano, para que cada mesociclo termine em uma das fases e, em seguida, determinar a carga de trabalho e o tipo de trabalho de cada ciclo com base em que lugar, no plano geral, o mesociclo especificado cai. O objetivo em mente é garantir que o corpo atinja as competições de alta prioridade, melhorando cada ciclo ao longo do caminho.

### O microciclo
Um microciclo é tipicamente descrito em uma semana devido à dificuldade no desenvolvimento de um plano de treinamento que não se alinha ao calendário semanal. Cada microciclo é planejado com base em onde está no macrociclo geral.
Um microciclo também é definido como um número de sessões de treinamento, construídas em torno de uma dada combinação de variáveis agudas do programa, que incluem progressão e esforço alternado (dias pesados vs. dias leves). A duração do microciclo deve corresponder ao número de exercícios - empiricamente, de 4 a 16 exercícios - que é necessário para o atleta ou cliente de treinamentos se adaptar ao programa de treinamento. Quando o atleta ou cliente de condicionamento físico se adaptar ao programa e não mais progredir, uma alteração em uma ou mais variáveis do programa deve ser feita.

## O plano anual
O plano anual é importante, pois direciona e orienta o desempenho do treinamento ao longo de um ano. É baseado no conceito de periodização e nos princípios do treinamento. O objetivo do treinamento é alcançar um alto nível de desempenho (desempenho máximo) e o atleta deve desenvolver habilidades técnicas, biomotoras e traços psicológicos de maneira metódica.

### Fase preparatória
Esta fase consiste na preparação geral e preparação específica. Geralmente, pode ser subdividida em três fases diferentes. Deve-se sempre lembrar que esta é uma fase de criação de base com o objetivo de atingir o estado de treinamento anterior, e o maior período de periodização deve ser dedicado ao período preparatório. O desempenho depende do período preparatório e é dividido em três fases:
Fase I) Para recuperar o treinamento anterior
- competições.

Fase II) Baixo volume de treinamento e alta carga de treinamento para desenvolver os fatores necessários para o desempenho.
- trabalho em exercícios específicos.

Fase III) Diminuição da intensidade da carga e aumento do treinamento tático e objetivando melhorar a tática nas condições de competição.  

### Fase competitiva
Esta fase pode conter algumas competições principais, cada uma contendo uma competição pré-competitiva e uma principal. Dentro da competição principal, uma fase de evolução e uma fase preparatória especial podem ser incluídas.

### Fase de transição
Esta fase é usada para facilitar o descanso psicológico, relaxamento e regeneração biológica, bem como para manter um nível aceitável de preparação física geral. Essa fase dura de 3 a 4 semanas (talvez mais), mas não deve exceder cinco semanas em condições normais e pode ser específica para esportes. Ele permite que o corpo se regenere totalmente, para que esteja preparado para a próxima periodização.
- não há competições nesta fase.

## Periodização Tática
Periodização Tática é um modelo de periodização desportiva voltada à esportes coletivos, desenvolvida pelo português Vítor Frade, com o objetivo de operacionalizar as ideias do treinador em acordo com o Modelo de Jogo pretendido. Ou seja, na Periodização Tática, Toda sessão de treinos está subordinada ao modelo de jogo, inclusive o treino físico.
Por muitos anos, o treinamento de futebol e seus planejamentos foram (e ainda são) caracterizados por um pensamento fragmentado que talvez tenha sido atribuído ao sucesso de tal abordagem nos esportes individuais. A ênfase do planejamento e melhoria foi principalmente no que diz respeito aos atributos físicos de força, velocidade e resistência. Além disso, seja o modelo ondulado, o modelo linear reverso ou a estrutura de periodização tradicional, uma das premissas subjacentes é que seria melhor segregar o programa em blocos de treinamento distintos em uma hierarquia sequencial, ou seja, um bloco de treinamento para criar resistência antes da velocidade e força antes da potência. Alega-se que isso se baseia na "ciência da periodização". No entanto, Kiely argumenta que a prova na qual tudo se baseia é falha porque os estudos usados para construir essa prova apenas 'compararam intervenções de treinamento sem variação de treinamento com aquelas com graus de variação', mas não ofereceram nenhuma avaliação "sobre como essa variação é melhor programada e organizada" (Kiely, 2010, p. 4) Portanto, embora seja comum concordar que a variação do treinamento é um recurso importante do projeto que precisa ser integrado ao plano de treinamento, há "pouca ou nenhuma evidência de apoio" que prove que a segregação do programa em blocos de treinamento distintos ou que deve haver hierarquia sequencial, e como isso deve ser feito seja de fato vantajoso.
Muitos autores, como Garganta, Maia e Marque, Oliveira, Castelo, e Gaiteiro discutiram a respeito da indivisibilidade dos 4 componentes que compõem uma performance no futebol... técnico, tático, físico e mental. Essa complexidade faz do futebol um fenômeno multidimensional que não pode ser simplesmente reduzido à soma de suas partes. A defesa é mais importante do que atacar ou vice-versa? Esta questão não pode ser respondida, pois o futebol precisa ser entendido como um todo. Conforme destacado por Tamarit, futebol é um jogo tático em que os jogadores são constantemente solicitados a tomar decisões em resposta a situações específicas. Portanto, o futebol precisa ser visto como um jogo tático que engloba os aspectos físicos, técnicos e mentais necessários para um desempenho positivo. Essa é a base sobre a qual Vítor Frade desenvolveu uma metodologia de treinamento conhecida como periodização tática, que enfatiza o desenvolvimento da dimensão tática. Portanto, qualquer desenvolvimento físico, técnico ou mental deve sempre ter uma intenção tática. Em outras palavras, embora a capacidade de executar por 90 minutos possa parecer vital para o jogo, saber quando, onde e como executar é muito mais importante.
Atualmente, a Periodização Tática tem sido usada por grandes treinadores do futebol, em especial portugueses, como José Mourinho, Paulo Sousa, André Villas-Boas, Vítor Pereira, Leonardo Jardim, e Marco Silva. Entre os estrangeiros, pode-se citar Brendan Rogers.